# Estevanico
Estevanico, född omkring 1503 och död 1539 ( även kallad  Esteban, Esteban Moren, Estevan, Estebanico eller i engelskspråkiga sammanhang Stephen the Black, Black Stephen, Stephen the Moor eller Little Stephen), från Marocko Nordafrika som blev en av de tidiga upptäcktsresandena i nuvarande sydvästra USA. 
Estevanico föddes i staden Azemmour Azamor, en portugisisk enklav belägen på Marockos västkust mellan 1513 och 1541. Han blev tagen som slav av portugiserna vid tidig ålder, och såldes 1520 till den spanske adelsmannen Andrés Dorantes de Carranza. Tillsammans med Dorantes reste Estevanivo till Hispaniola och Kuba, på Pánfilo de Narváez' misslyckade expedition för att erövra Florida år 1527 (Narváez-expeditionen). Estevanico och Dorantes blev två av expeditionens totalt fyra överlevande.
År 1539 var Estevanico en av de fyra som följde Marcos de Niza som guide, på jakt efter de mytomspunna Cibolas sju städer på den expedition som föranledde Coronados mer berömda. De andra blev sjuka och Estevanico fortsatte ensam till områden som idag ligger i New Mexico och Arizona. Vid zunibyn Hawikuh i nuvarande New Mexico blev han dödad av den lokala stammen, delvis för att stammen såg med misstro på hans medicinpung prydd med ugglefjäder, en fågel som för denna stam symboliserade döden.